# Maria Puth

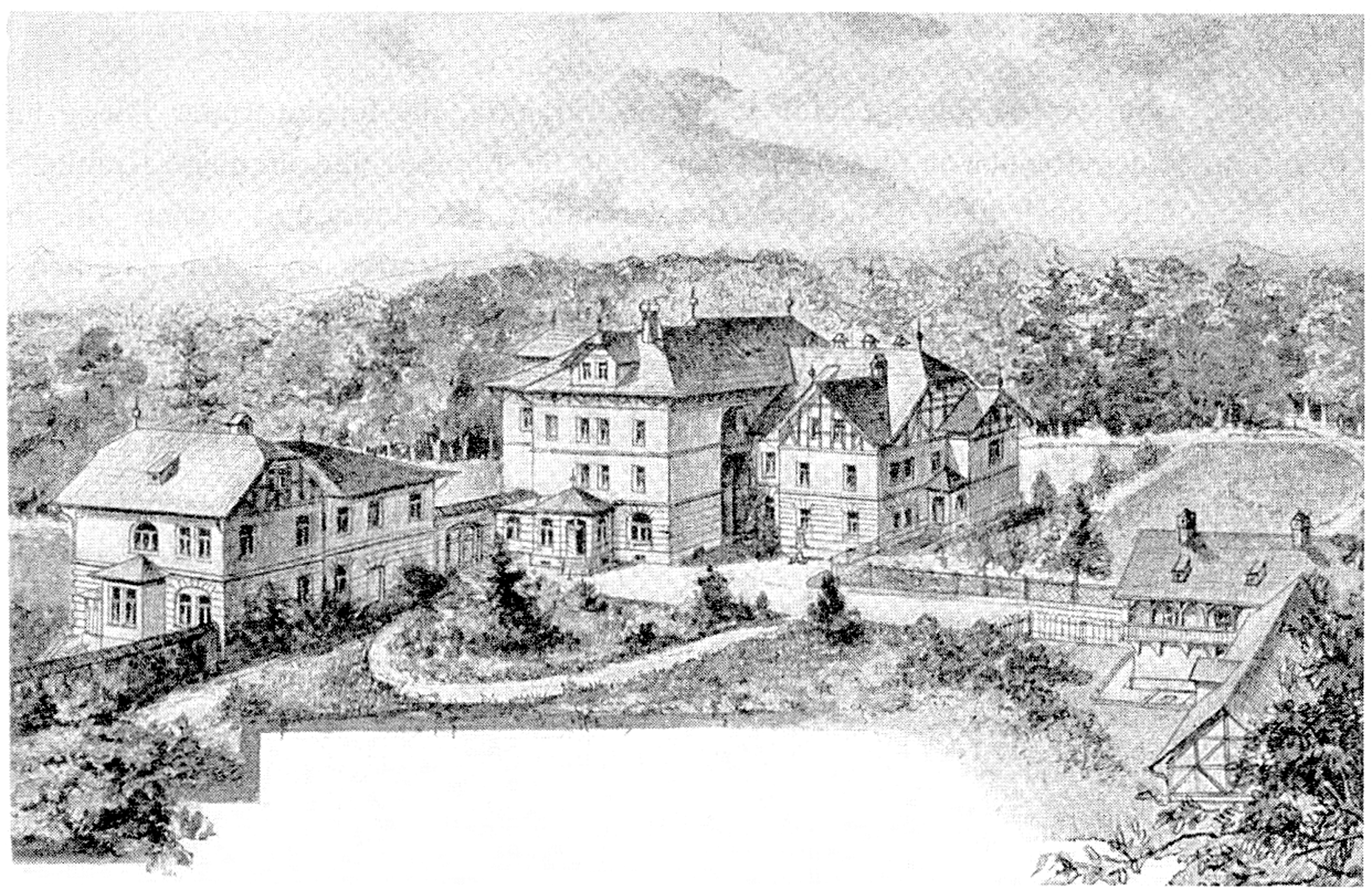
Kuranstalt Obersendling für Psychisch-Kranke von Herrn Geheimrat Dr. Karl Ranke: In dieser Umgebung entstanden im Frühjahr 1919 die Werke von Maria Puth, die sich in der Sammlung Prinzhorn erhalten haben.

Maria Hermine Mathilde Puth (geb. 1. Juli 1894 in Moritzbrunn, gestorben 4. Juni 1978 in Titting) war eine vielseitig talentierte Persönlichkeit, deren künstlerisches Schaffen der Art brut zugeordnet werden kann. Werke von ihr finden sich in der Sammlung Prinzhorn der Psychiatrischen Universitätsklinik in Heidelberg.

## Leben und Werk
Als Tochter der Gutsbesitzer von Moritzbrunn, Karl Puth (1863–1923) und Therese Puth, geb. Pitthan (1867–1947), stammte Maria Puth aus wohlhabenden Verhältnissen. 1894 geboren, zählte sie zur ersten Generation an Frauen, denen ein Universitätsstudium offenstand. Mit dem Wunsch, Germanistik, Philosophie und Geschichte zu studieren, schrieb sie sich an der LMU München (1916–1919) ein. Später setzte sie ihre Studien an der JMU Würzburg (1921–1923) fort. Die Wirren am Ende des Ersten Weltkrieges und persönliches Leid stürzten sie jedoch im Herbst 1918 in eine schwere psychische Krise. Der Vater entschloss sich noch vor Jahresende, seine Tochter der Privaten Kuranstalt Dr. Ranke in Obersendling bei München anzuvertrauen. Diese nach modernsten Gesichtspunkten geführte Einrichtung adressierte eine weibliche Klientel aus bildungsnahen Schichten und regte zu intellektueller, wie künstlerischer Betätigung an. Auch Ausstellungsbesuche wurden angeboten. Während des Kuraufenthaltes tauchte die Patientin in eine intensive Phase kreativen Schaffens ein und verlieh ihren Empfindungen in Wort und Bild Ausdruck. Die behandelnden Ärzte diagnostizierten Maria Puth als manisch-depressiv. Den Wert ihrer bildnerischen Äußerungen erkennend, reagierten sie auf ein eben eingetroffenes Rundschreiben der psychiatrischen Universitätsklinik Heidelberg. Mit der Bitte „um künstlerische Erzeugnisse aller Art“ hatten sich darin deren Leiter, Karl Wilmanns (1873–1945), und sein Assistenzarzt Hans Prinzhorn (1886–1933) an sämtliche Heil- und Pflegeanstalten in deutschsprachigen Ländern gewandt. Die ausdrucksstark gestalteten Blätter Maria Puths wurden bald nach Heidelberg überstellt. Insgesamt umfasste die Sendung zwölf Werke, darunter Papierarbeiten in Deckfarbenmalerei, Bleistiftzeichnungen, verschiedene Briefe und ein Notizbuch. Parallel zu dem Rundschreiben beauftragte der Heidelberger Klinikleiter den kunstsinnigen, wie auch kunsthistorisch vorgebildeten Hans Prinzhorn mit dem Aufbau eines Museums, aus der die heutige Sammlung Prinzhorn hervorgegangen ist. Unter dem Titel „Bildnerei der Geisteskranken“ brachte er 1922 die erste, reich illustrierte Publikation der Sammlung heraus. Wie der Assistenzarzt selbst feststellte, waren Arbeiten von Frauen mit einem Anteil von nur 16 % in der Sammlung anfänglich stark unterrepräsentiert. Folgt man der Argumentation von Thomas Röske, so bildete Hans Prinzhorn Arbeiten Maria Puths auch deshalb nicht ab, weil ihre luziden Äußerungen Zweifel an seiner leitenden Prämisse aufkommen lassen konnten. So war der Arzt der Überzeugung, Psychiatrie-Patientinnen und -Patienten würden in ihrem bildnerischen Gestalten in erster Linie aus dem vorrationalen Unbewussten schöpfen. Maria Puth zeigte sich jedoch als ihrer Situation bewusst und besuchte nach ihrer ersten Entlassung sogar verschiedene Veranstaltungen zu psychiatrischen Themen an der Universität München, vermutlich um sich selbst besser zu verstehen.
Das weitere Leben Maria Puths wurde von wiederholten Aufenthalten in der Psychiatrischen Universitätsklinik München (1920, 1925–1926), wie in der Anstalt Ansbach (1926–1954) begleitet. 1932 entmündigt, wurde sie wenig später Opfer nationalsozialistischer Medizinverbrechen. So erfolgte nach Inkrafttreten des „Gesetzes zur Verhütung erbkranken Nachwuchses“ zum 1. Januar 1934 noch im selben Jahr eine Zwangssterilisation. Von ihrer nicht versiegten intellektuellen Begabung zeugt jedoch ein 1964 erschienener historischer Beitrag über ihre Heimat, den Gutshof Moritzbrunn. Ob sie auch weiterhin künstlerisch tätig war, ist bisher ungeklärt. Sie starb hochbetagt 1978 in Titting.

## Rezeption
Der Nichtabdruck der Arbeiten Maria Puths in der 1922 publizierten Veröffentlichung von Hans Prinzhorn war folgenreich. Bis 2013 in immer neuen Auflagen erschienen, festigte diese Publikation den Kanon jener Künstlerinnen und Künstler, die mit der Heidelberger Sammlung verbunden wurden. Erst die in den 80er Jahren allmählich einsetzende Revision des Bildes von Hans Prinzhorn, wie die in den 90er Jahren zunehmende Gendersensibilisierung in vielen historischen Disziplinen haben den Blick für Frauen mit Psychiatrie-Erfahrungen und ihre Ausdrucksmöglichkeiten geöffnet. Im Zuge dieser Entwicklungen wurden die Arbeiten Maria Puths in der Sammlung Prinzhorn wiederentdeckt und waren seit 2004 in einer Reihe von Ausstellungen zu sehen.

Präsentation des Selbstbildnisses von Maria Puth im Museum der Sammlung Prinzhorn

Bekannt wurde vor allem ihr 1919 entstandenes Selbstbildnis in Deckfarbe über Bleistift auf Zeichenpapier (Sammlung Prinzhorn, Inv. Nr. 2544). Hier zeigt sich die Patientin in hochgeschlossenem, rosafarbenem Gesellschaftskleid, ausgestattet mit Hut und gefaltetem Sonnenschirm. Die expressionistische Farbgebung erinnert an Werke der Künstlergruppe des Blauen Reiters. Während der behandelnde Arzt auf dem oberen Blattrand seine Diagnose notierte: „manisch-depressiv, heitere Erregung mit kurzen Depressionen“. versah sie selbst das Bildnis mit einer Beschriftung, die ihr unzweifelhaft höchste Geistesgegenwärtigkeit, Fähigkeit zur Selbstironie und akademische Bildung bescheinigt: „Ria Puth, wie die Anstalt sie haben möchte, sie aber scala Dei (sc. „leider *Leiter+ Gottes“) nie wird“ 20. März 1919. 
Mit dem Zitat „wie sie die Anstalt haben möchte“ betitelte Thomas Röske schließlich einen 2006 erschienenen Beitrag über Selbstbilder in der Sammlung Prinzhorn.

## Ausstellungen
- Irre ist weiblich: künstlerische Interventionen von Frauen in der Psychiatrie um 1900, Museum Sammlung Prinzhorn, Heidelberg 29. April – 25. September 2004, mit weiteren Stationen in: Altonaer Museum, Hamburg, 22. Februar – 22. Mai 2005, Kunstmuseum des Kantons Thurgau, Kartause Ittingen Juni - Oktober 2005, Kunstmuseum Łódź, Polen, November 2005 - Februar 2006
- Vergissmeinnicht. Einblicke ins Anstaltsleben um 1900, Museum Sammlung Prinzhorn, Heidelberg 8. Juli – 31. Oktober 2010
- Egodokumente des Wahnsinns - Blalla W. Hallmann und Künstler der Sammlung Prinzhorn, Museum Sammlung Prinzhorn, Heidelberg 15. Mai – 17. August 2020